# Mount Stahlman
Mount Stahlman ist ein über 1000 m hoher Berg in der antarktischen Ross Dependency. Am westlichen Ende der Tapley Mountains ragt er zwischen Mount Wallace und Mount Hamilton an der Ostflanke des Scott-Gletschers auf.
Ein Geologenteam um Laurence McKinley Gould entdeckte ihn im Dezember 1929 im Zuge der Byrd Antarctic Expedition (1928–1930). Ein weiteres Geologenteam um Quin Blackburn (1900–1981) besuchte ihn im Dezember 1934 bei Richard Evelyn Byrds zweiter Expedition (1933–1935). Byrd benannte ihn nach dem Zeitungsverleger James Geddes Stahlman (1893–1976) aus Nashville, einem Sponsor der zweiten Expedition.